# NGC 3128
NGC 3128 ist eine Balken-Spiralgalaxie vom Hubble-Typ SBb im Sternbild Wasserschlange am Südsternhimmel. Sie ist rund 200 Millionen Lichtjahre von der Milchstraße entfernt.
Das Objekt wurde am 1. Januar 1886 von Francis Leavenworth entdeckt.